# Веян, Андрис
Андрис Веянс (лат. Andris Vejāns, настоящее имя Донат Геранимович Калнач; 20 апреля 1927, Нирзская волость, Латвия — 2005, Латвия) — латышский поэт, Заслуженный работник культуры Латвийской ССР (1965).

## Биография
В 1950 году окончил Рижский педагогический институт.
Член КПСС с 1966.
С 1967 — редактор журнала «Карогс».
Издается с 1946 года. Автор сборников стихов «Молодость» (1953), «Солнце всходит над головой» (1957 , Латвийская государственная премия , 1957), «Годы и следы» (1964), «За озером высокие горы» (1977), «Экватор делит путь» (1981), сборник стихов и прозы «Белый корабль в синих водах» (1974) и другие. В своих произведениях он поднимает вопросы развития личности, его гражданской ответственности, взаимосвязи судьбы человека и народа. Для поэзии Веяна характерна гармония чувств, образность, музыкальность.
Перевел на латышский язык сборники стихов П. Панченко, избранные произведения Я. Купалы, Я. Коласа, П. Бровки, М. Танка, П. Пестрака, Р. Барадулина, Б. Витки, А. Зарицкого, К. Киреенко.